# Fallout (Band)
Fallout war eine Heavy-Metal-Band, die 1979 in Brooklyn, New York City gegründet wurde. Die Band veröffentlichte 1981 die Single Rock Hard im Selbstverlag.

## Geschichte
Während ihres kurzen Bestehens war Fallout nicht über Brooklyn hinaus bekannt, Live-Auftritte waren wegen Peter Ratajczyks Lampenfieber selten. Circa 1980 trat Fallout als Vorgruppe für die Band Twisted Sister auf. Am Ende ihrer Auftritte zerschlug Keyboarder Josh Silver sein Instrument, allerdings handelte es sich dabei nicht um das Originalinstrument, sondern um ein meist defektes ähnliches Gerät. Nachdem keine Plattenfirma die Gruppe unter Vertrag nehmen wollte, rief Josh Silver mit finanzieller Unterstützung seiner Familie das Label Silver Recordings ins Leben und veröffentlichte 1981 in einer Auflage von 500 Stück die Single Rock Hard. Weitere Aufnahmen der Band existieren nicht, weshalb die Originalsingle unter Sammlern Preise von 500 Dollar und mehr erzielt.
Nach drei Jahren löste sich die Gruppe auf. Peter Ratajczyk (dann unter dem Namen Peter Steele) und Louie Beateaux gründeten Carnivore, Josh Silver und John Campos gründeten Original Sin.

## Diskografie
Singles
- 1981: Rock Hard / Batteries Not Included (7″; Silver Records)
Der Song Batteries Not Included verdrängte von der B-Seite der 7″ Single einen Song namens Under the Wheels, welcher niemals – weder offiziell noch durch Bootlegs – verfügbar gemacht wurde.

Kompilationsbeiträge
- 2009: Rock Hard und Batteries Not Included auf Carnivore: Nuclear Warriors – The Early Years (Thrashard Records)